# Бушар, Виктор
Виктор Бушар (фр. Victor Bouchard; 11 апреля 1926, Сент-Клер, Квебек — 22 марта 2011, Квебек) — канадский академический пианист, композитор и музыкальный педагог XX века, известный выступлениями в дуэте с женой Рене Мориссе. Руководитель Консерватории музыки и драматического искусства Квебека (1968—1971, 1978—1980), национальный директор программы Jeunesses Musicales Canada (1957—1959). Офицер ордена Канады (1985), кавалер Национального ордена Квебека (1994).

## Биография
Родился в 1926 году близ города Квебек. Базовое музыкальное образование получил в 1941—1946 в коллеже города Леви под руководством Альфонса Тардифа. В 1948 году окончил Университет Лаваля со степенью бакалавра права; одновременно продолжал музыкальное образование: в 1946 году поступил в Квебекскую музыкальную консерваторию, где изучал гармонию с Тардифом, фортепиано с Элен Ландри и музыкальную теорию с Франсуазой Обю. В 1949 году получил фортепианную премию Ротари-клуба, а на следующий год окончил Квебекскую музыкальную консерваторию с первой премией по классу фортепиано.
В 1950 году женился на пианистке Рене Мориссе. Они уже совместно продолжили музыкальное образование в Европе, где проживали в 1950—1952 годах. В Париже Бушар занимался у Альфреда Корто и Антуана Ребуло. Этот период они с женой также использовали для представления местным любителям академической музыки произведений канадского композитора Сильвио Лашарите. После недолгого пребывания в Квебеке они вновь отправились в Европу, где Бушар в 1952—1953 годах завершил обучение у Ребуло. В этот период они с Мориссе много гастролировали по Европе, участвовали как дуэт в радио- и телепередачах.
Со временем Бушар и Мориссе составили себе, по определению критика Montreal Gazette Джейкоба Зискинда, репутацию наиболее выдающегося фортепианного коллектива в истории Канады. Ими был подготовлен обширный репертуар произведений для двух фортепиано и для исполнения на одном инструменте в четыре руки, включавший написанные специально для их дуэта работы канадских академических композиторов. В рамках программы Jeunesses musicales Canada они участвовали в турне по Канаде в 1955—1956, 1957—1958, 1961—1962 и 1962—1963 годах, по Франции в 1956—1957 годах, а также по Бельгии, Нидерландам, Италии, Мексике и СССР, в 1965 году выступали в Карнеги-холле в Нью-Йорке. Сотрудничали с такими коллективами как Квебекский, Монреальский, Торонтский симфонические оркестры.
Одновременно с исполнительской карьерой Бушар работал как композитор. Среди его работ — струнный квартет, токката, пьеса «Danse canadienne» для скрипки и фортепиано (также переложена для двух фортепиано) и гармонизации почти сотни франкоканадских народных песен. С 1955 по 1966 год преподавал в Орфордском центре искусств программы Jeunesses Musicales Canada. С 1957 по 1959 год занимал пост национального директора этой программы. В 1967 году занял должность генерального директора Консерватории музыки и драматического искусства Квебека, на которой оставался до 1971 года, а затем возвращался в 1978—1980 годах. В промежутке в 1971—1975 годах возглавлял музыкальный отдел консерватории, а в 1975—1978 годах заномал должность консультанта.
Скончался в 2011 году, на два года пережив жену. В 2008 году вышла в сопровождении компакт-диска книга Кэрол Бессетт Le Grand Duo: Bouchard et Morisset pianistes duettistes. В 2012 году их старший сын Пьер Бушар подготовил к выпуску коллекцию из 11 компакт-дисков с их исполнительским наследием 1960—1994 годов.

## Награды и звания
- 1950 — первая премия по классу фортепиано (Квебекская музыкальная консерватория)
- 1966 — премия Пьера Меркюра (за запись произведений Роже Маттона[фр.])[2]
- 1964 — Приз Каликса Лавалле[2]
- 1981 — кавалер ордена Канады[2]
- 1985 — офицер ордена Канады[2]
- 1994 — кавалер Национального ордена Квебека[3]
- 1997 — член Академии великих квебекцев[2]
- 2002 — медаль Золотого юбилея королевы Елизаветы II[5]
- 2004 — премия Фонда от Квебекского симфонического оркестра[2]